# Дякунович Сергій Сергійович
Сергій Сергійович Дякунович — солдат Збройних Сил України, учасник російсько-української війни, що загинув у ході російського вторгнення в Україну в 2022 році.

## Життєпис
Народився 5 травня 1986 року. Рано залишився без батьківського піклування, його з сестрою виховувала бабуся.
В 2003 році закінчив загальноосвітню школу у рідному місті. З 2010 року працював гірником очисного забою дільниці № 3 на шахті «Межирічанська» ДП «Львіввугілля». Мешкав у м. Соснівка Червоноградського району на Львівщині.
Під час війни на сході України з 2014 по 2017 роки воював на передовій, був учасником АТО. Після демобілізації знову повернувся працювати на шахту «Межирічанська».
З початком російського вторгнення РФ в Україну був призваний до ЗС України за мобілізацією. Військову службу проходив у складі 14-тої окремої механізованої бригади імені князя Романа Великого.
Загинув 7 березня 2022 року в боях з агресором в районі м. Бучі на Київщині. Тіло загиблого було знайдено побратимами лише через місяць, 7 квітня 2022 року, тобто після звільнення місцевості від ворога.
Заупокійне Богослужіння відбулося 9 квітня 2022 року в церкві УГКЦ Верховних Апостолів Петра і Павла, а чин похорону — наступного дня. Похований на Сілецькому цвинтарі Червоноградської міської громади на Львівщині.

## Родина
Залишилися дружина Юлія та донька (нар. 2019)
Сестра Назаревич Інна та племінники Максим(2012 р.н) та Микита(2022 р.н)

## Нагороди
- орден «За мужність» III ступеня (2022, посмертно) — за особисту мужність і самовіддані дії, виявлені у захисті державного суверенітету та територіальної цілісності України, вірність військовій присязі [5].